# John Cowper Powys

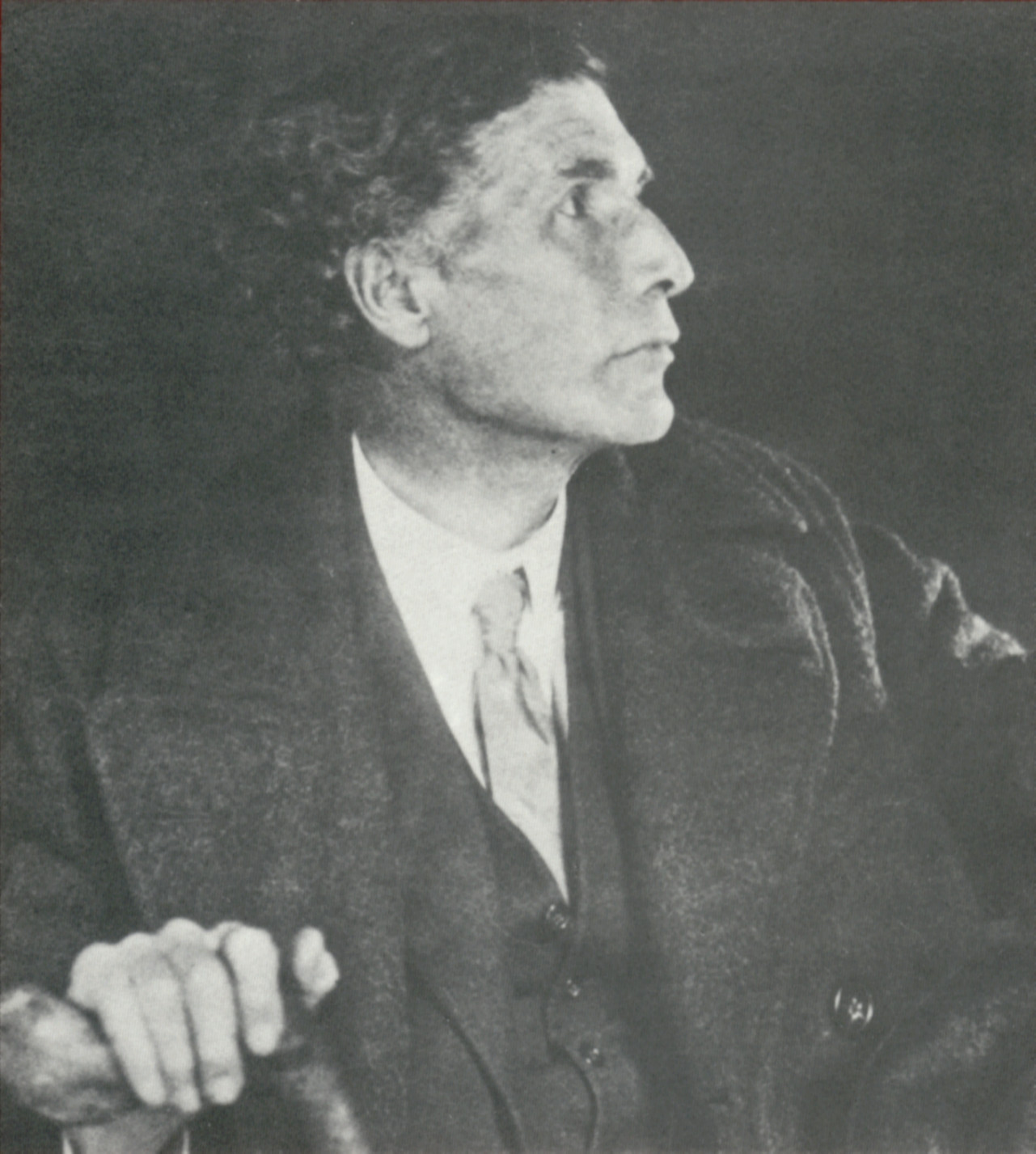
John Cowper Powys

John Cowper Powys (ur. 8 października 1872, zm. 17 czerwca 1963) – angielski poeta, prozaik i eseista.
W swojej twórczości podejmował na ogół tematykę filozoficzną. Jego pierwszym sukcesem była powieść Wolf Solent (1929), łącząca realistyczą obserwację świata ludzi i przyrody z medytacją i wnikliwą autoanalizą psychologiczną. Zainteresowanie dziejami legendarnymi i historią, często ubarwioną przez bujną wyobraźnię, znalazły swój wyraz w innych jego powieściach: A Glastonbury Romance (1932), Owen Glendower (1940), Atlantis (1954). Powys był też autorem licznych tomów esei, m.in. The Meaning of Culture (1930) oraz The Pleasures of Literature (1938).